# Hodenc-en-Bray
Hodenc-en-Bray és un municipi francès, situat al departament de l'Oise i a la regió dels Alts de França. L'any 2007 tenia 439 habitants.

## Demografia

### Població
El 2007 la població de fet de Hodenc-en-Bray era de 439 persones. Hi havia 165 famílies de les quals 32 eren unipersonals (16 homes vivint sols i 16 dones vivint soles), 56 parelles sense fills, 73 parelles amb fills i 4 famílies monoparentals amb fills.
La població ha evolucionat segons el següent gràfic:
Habitants censats

### Habitatges
El 2007 hi havia 190 habitatges, 166 eren l'habitatge principal de la família, 16 eren segones residències i 7 estaven desocupats. Tots els 189 habitatges eren cases. Dels 166 habitatges principals, 148 estaven ocupats pels seus propietaris, 11 estaven llogats i ocupats pels llogaters i 7 estaven cedits a títol gratuït; 1 tenia una cambra, 7 en tenien dues, 21 en tenien tres, 42 en tenien quatre i 95 en tenien cinc o més. 127 habitatges disposaven pel capbaix d'una plaça de pàrquing. A 51 habitatges hi havia un automòbil i a 103 n'hi havia dos o més.

### Piràmide de població
La piràmide de població per edats i sexe el 2009 era:
| Homes | Edats   | Dones |
| ----- | ------- | ----- |
| 0     | 95 o +  | 4     |
| 0     | 90 a 94 | 0     |
| 4     | 85 a 89 | 4     |
| 4     | 80 a 84 | 0     |
| 4     | 75 a 79 | 4     |
| 4     | 70 a 74 | 4     |
| 8     | 65 a 69 | 8     |
| 8     | 60 a 64 | 12    |
| 8     | 55 a 59 | 4     |
| 20    | 50 a 54 | 20    |
| 28    | 45 a 49 | 20    |
| 4     | 40 a 44 | 16    |
| 20    | 35 a 39 | 24    |
| 20    | 30 a 34 | 12    |
| 12    | 25 a 29 | 8     |
| 20    | 20 a 24 | 16    |
| 17    | 15 a 19 | 28    |
| 20    | 10 a 14 | 20    |
| 20    | 5 a 9   | 16    |
| 8     | 0 a 4   | 8     |

## Economia
El 2007 la població en edat de treballar era de 301 persones, 234 eren actives i 67 eren inactives. De les 234 persones actives 217 estaven ocupades (111 homes i 106 dones) i 17 estaven aturades (8 homes i 9 dones). De les 67 persones inactives 26 estaven jubilades, 26 estaven estudiant i 15 estaven classificades com a «altres inactius».

### Ingressos
El 2009 a Hodenc-en-Bray hi havia 170 unitats fiscals que integraven 470 persones, la mediana anual d'ingressos fiscals per persona era de 20.510 €.

### Activitats econòmiques
Dels 7 establiments que hi havia el 2007, 3 eren d'empreses de construcció, 1 d'una empresa de comerç i reparació d'automòbils, 2 d'empreses de serveis i 1 d'una empresa classificada com a «altres activitats de serveis».
Dels 3 establiments de servei als particulars que hi havia el 2009, 1 era un paleta, 1 guixaire pintor i 1 perruqueria.
L'any 2000 a Hodenc-en-Bray hi havia 10 explotacions agrícoles.

## Equipaments sanitaris i escolars
El 2009 hi havia una escola elemental integrada dins d'un grup escolar amb les comunes properes formant una escola dispersa.

## Poblacions més properes
El següent diagrama mostra les poblacions més properes.